# Jelle Zijlstra
Jelle Zijlstra, född 27 augusti 1918, död 23 december 2001, var en nederländsk politiker inom det kristdemokratiska Antirevolutionära partiet (ARP) som var premiärminister 1966-1967.